# Fiat 508M
La Fiat 508M (Militare) era un veicolo militare tattico da trasporto leggero prodotto dall'azienda italiana FIAT dal 1932 al 1937.

## Storia

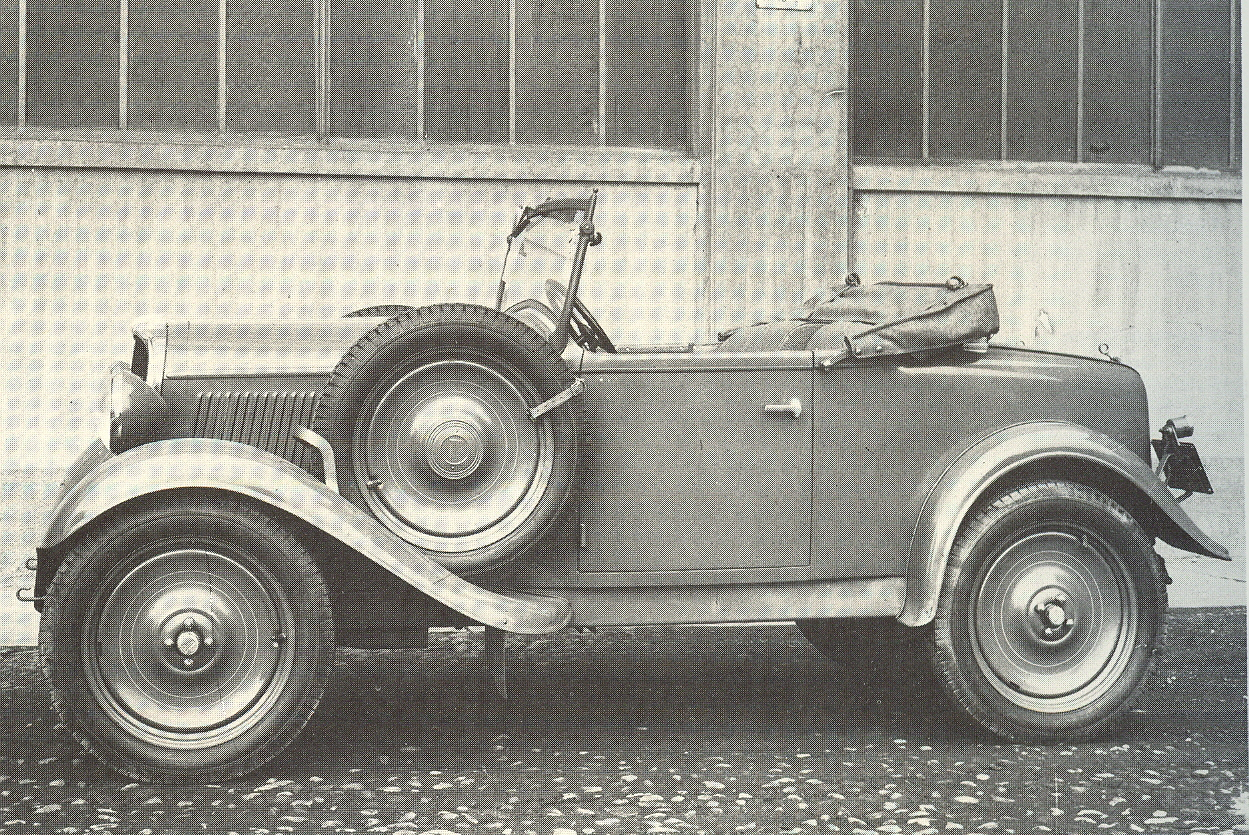
Una Fiat 508M spider militare della "2ª serie", riconoscibile dalle fenestrature del cofano oblique.

Il veicolo fu la risposta della Fiat ad un bando di gara lanciato dal Regio Esercito nel 1931 per un mezzo tattico leggero da collegamento e ricognizione. Nel 1932 l'azienda torinese presentò una versione Militare a due posti (spider) della sua Fiat 508 Balilla, presentata al Salone di Milano nella primavera dello stesso anno e già acquisita dalle forze armate nella normale versione berlina. Il modello Fiat risultò vincitore ed entrò in produzione lo stesso anno, mentre i primi esemplari arrivarono ai comandi delle unità motorizzate nel 1933. Lo stesso anno fu sviluppata ed adottata la versione Camioncino per le unità di artiglieria.
Nel 1934 entrò in produzione la 2ª serie, derivata dalla Fiat 508B, e la versione torpedo a 4 posti.
Stabile, maneggevole e con un'ottima accelerazione, la 508M, nelle diverse varianti delle due serie, ebbe il battesimo del fuoco durante la Guerra d'Etiopia, durante la quale emerse una certa fragilità delle sospensioni, che furono perciò modificate. Largamente impiegata durante la guerra civile spagnola, la sua produzione fu interrotta nel 1937 quando fu sostituita sulle linee di montaggio dalla Fiat 508CM e dalle versioni militari della Fiat 1100. Fu il principale mezzo di trasporto leggero in dotazione al Regio Esercito durante la seconda guerra mondiale, utilizzato per la ricognizione e per il collegamento. Alla fine del conflitto rimase in dotazione alle rinnovate forze armate della Repubblica Italiana.

## Tecnica

### Fiat 508Mspider militare
La spider militare della "1ª serie" del 1932 derivava dalla Fiat 508A; conservava della versione civile la configurazione a due posti affiancati e sfalsati, la trazione posteriore, la trasmissione a 3+1 marce ed il motore Fiat 108 C, un 4 cilindri in linea a benzina a valvole laterali da 995 cm³ erogante 30 CV a 4.400 giri/min. Le ruote avevano diametro maggiorato con pneumatici 4,40–19, con il rapporto al ponte modificato che riduceva la velocità a 65 km/h; il motore montava un filtro dell'aria maggiorato; le sospensioni erano irrobustite ed il bagagliaio posteriore era trasformabile in un terzo sedile; le ruote di scorta erano fissate ai due lati del cofano motore, sui parafanghi.
Il modello della "2ª serie" del 1934 derivava dalla versione Fiat 508B per il cambio a 4+1 marce, mentre esteriormente era distinguibile solo per l'inclinazione delle aperture sul cofano motore.

### Fiat 508Mcamioncino

Un Fiat 508M camioncino.

Era un autocarro leggero sviluppato nel 1933 e derivato dalla spider militare, analogamente a quanto fatto dalla Fiat con il Balilla Van civile, basato sulla Fiat 508 Balilla. Il mezzo montava un cassone di legno da 350 kg circa di portata. Anteriormente conservava i due posti per conduttore e passeggero, muniti di capote pieghevole.

### Fiat 508Mtorpedo militare
Prodotta dal 1934, riprendeva le soluzioni tecniche della spider, ma su una configurazione torpedo a quattro posti e quattro porte. Anche la torpedo fu prodotta in una "1ª serie" ed in una "2ª serie" a 3 e 4 marce rispettivamente.

## Utilizzatori

### Militari
Italia
- Regio Esercito
- Corpo degli Agenti di Pubblica Sicurezza

 Italia
- Esercito Italiano
- Arma dei Carabinieri

## Voci correlate

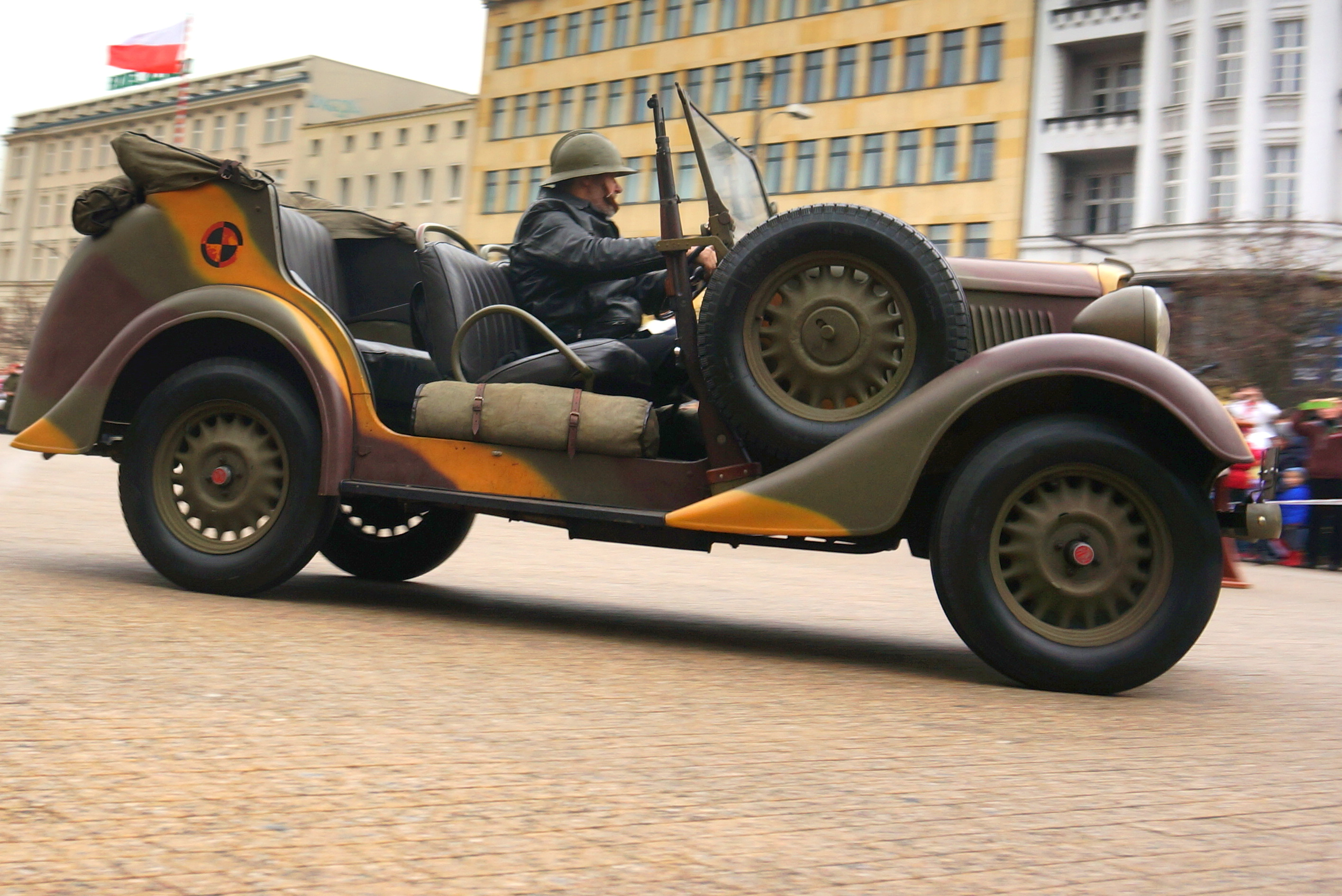
Polski Fiat 508 III/W Łazik

### Governativi
Italia
- Polizia di Stato